# Bài tập duỗi lưng

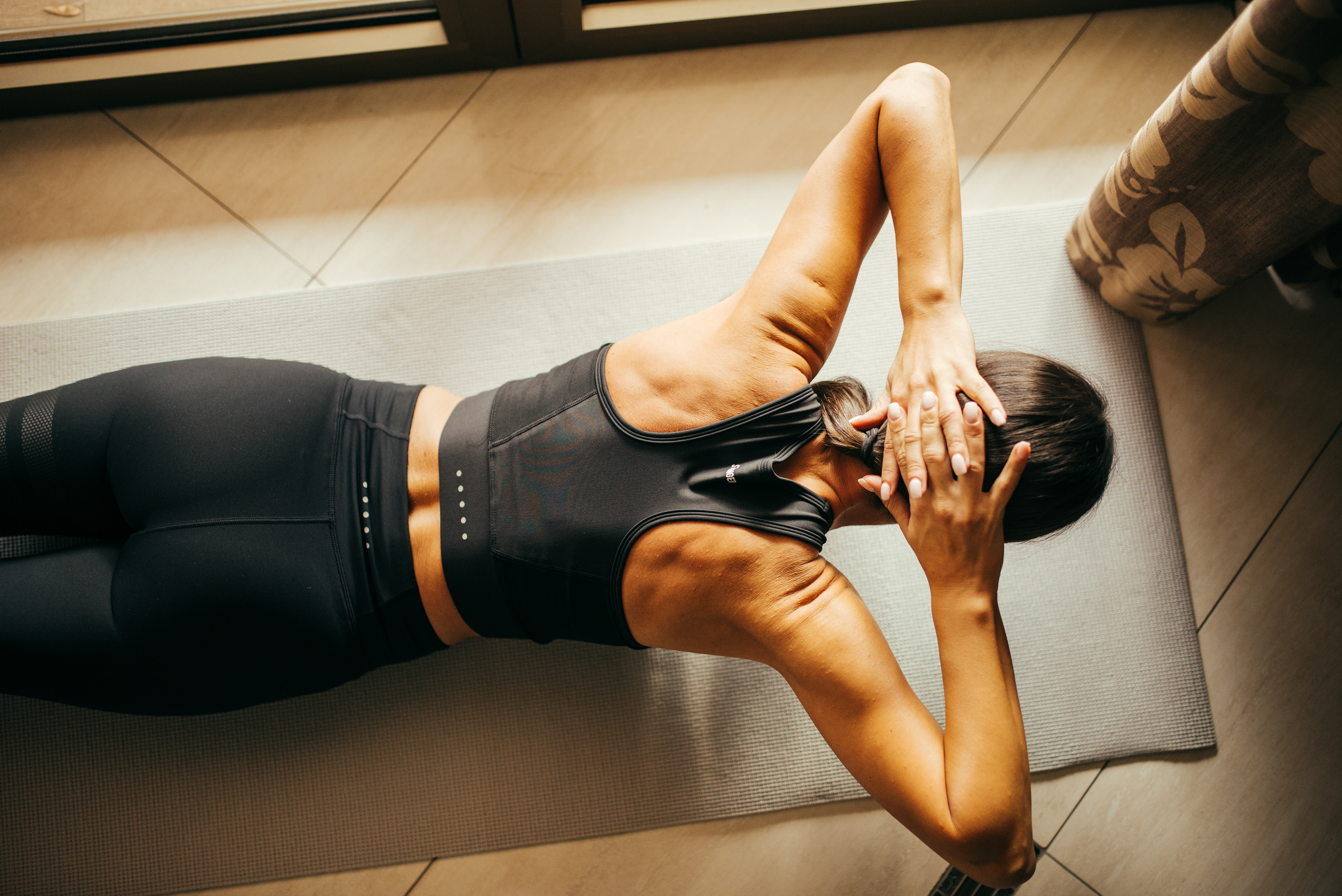
Bài tập duỗi lưng trên sàn

Bài tập duỗi lưng (Hyperextension) hay bài tập lưng dưới (Back extension) là bài tập tác động đến phần lưng dưới cũng như lưng giữa và phần lưng trên, đặc biệt là cơ erector spinae. Có hai cơ erector spinae, một ở mỗi bên cột sống, chạy dọc theo chiều dài của cột sống. Chúng được tạo thành từ ba cơ nhỏ hơn gồm spinalis, longissimus và iliocostalis. Về mặt yếu tố kỹ thuật tập luyện thì đây là một bài tập cô lập có chuỗi chuyển động học khép kín có thể được coi là một bài tập chủ yếu sử dụng trọng lượng của cơ thể để thực hiện. Back Extension là một trong những bài tập đơn giản và hiệu quả để tập luyện vùng lưng. Đây là một bài tập phổ biến không chỉ giúp giảm mỡ và tạo rãnh lưng, mà còn giảm đau mỏi và cải thiện tư thế hiệu quả.

## Đại cương
Cái tên Hyperextension thường được sử dụng cho các bài tập duỗi lưng được thực hiện bằng ghế tập duỗi lưng trong phòng tập thể dục. Tuy nhiên, tên hyperextensions là một cách gọi sai vì hyperextension có nghĩa là một chuyển động trong đó extension được thực hiện ở bất kỳ khớp nào vượt quá phạm vi chuyển động bình thường, thay vào đó, mục đích của bài tập duỗi lưng chỉ là kéo dài cột sống trong phạm vi bình thường của nó chứ không phải vượt quá phạm vi chuyển động bình thường của nó. Khi bạn kéo dài lưng từ vị trí uốn cong, ở phạm vi cuối, đầu và cổ của bạn vẫn ở vị trí trung lập. Trên thực tế, việc duỗi lưng vượt quá phạm vi chuyển động bình thường đã được phát hiện là có hại cho người tập. Việc duỗi quá mức trong khi nâng tạ đã được phát hiện là dẫn đến bệnh lý đĩa đệm thắt lưng (thoát vị đĩa đệm) và co thắt cơ. Vùng cơ được tạo áp lực, kích thích chủ yếu là phần lưng dưới và các sợi cơ hình thang cũng được kích hoạt ngay sau đó, rồi còn tập trung vào các nhóm cơ dựng sống chịu trách nhiệm hỗ trợ, bảo vệ và co giãn toàn bộ phần cột sống và các cơ ở phần lưng. Đây là một trong những bài tập có tính linh hoạt cao để tạo ra kích thích phì đại cơ bắp hoặc phục hồi chức năng của các sợi cơ ở phần mặt lưng. Có thể tập từ 2-3 hiệp với 10-15 lần lặp lại (rep). 

## Phương pháp

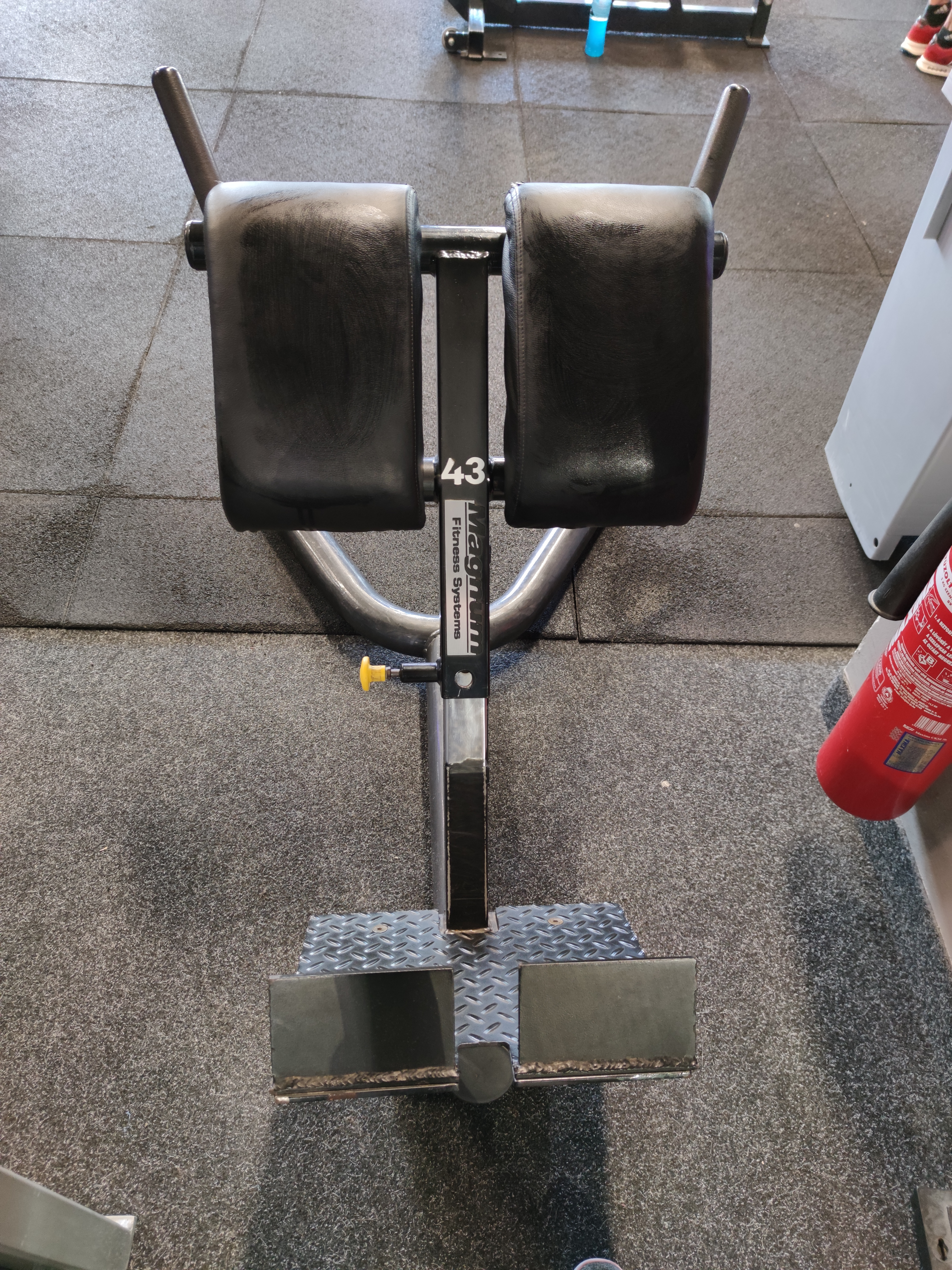
Ghế duỗi lưng (ghế La Mã)

Bài tập duỗi lưng có thể được thực hiện có hoặc không có nhiều thiết bị khác nhau. Bài tập này có thể thực hiện trên mặt đất bằng cách nằm sấp với hai tay giơ lên cao và nâng cánh tay, thân trên và chân lên cao nhất có thể. Trọng lực cung cấp sức kháng lực để tăng cường cơ duỗi lưng. Trong trường hợp không có thiết bị tập luyện thì chỉ cần đặt một tấm thảm tập trên mặt sàn. Nằm úp sấp trên thảm với hai chân mở rộng bằng hông. Hai tay duỗi thẳng theo hướng thân người. Đặt hai bàn tay nắm vào nhau và đặt phía trên mông, hai chân chụm lại. Sau đó, kéo căng hai tay về phía sau, nâng chân và ngực lên cao đồng thời. Bả vai ép căng về phía sau và lưng cong lên. Giữ tư thế này trong vài giây và sau đó thả lỏng về vị trí ban đầu và lặp lại bài tập 10 lần. 
Tuy nhiên, để có dụng cụ chuẩn hỗ trợ tập luyện, nên thực hiện bài tập này trong phòng tập gym chuyên nghiệp. Trường hợp có máy tập tạ thì bắt đầu bằng tư thế nằm sấp lên dụng cụ tập luyện (ghế La Mã), đặt phần đùi lên tấm đệm để giúp gập eo dễ dàng hơn. Căn chỉnh độ dài của miếng đệm ở hông sao cho tì sát và nằm ở phần ngay dưới hông, tránh tình trạng độ dài của miệng đệm quá dài khiến phạm vị chuyển động của bài tập bị giới hạn hoặc quá ngắn khiến mất tính ổn định và gia tăng vào áp lực lưng dưới quá nhiều. Tì sát chân vào miếng đệm đằng sau của ghế để tạo sự ổn định chắc chắn xuyên suốt bài tập. Giữ thân người thẳng và đặt hai tay chéo nhau trước ngực hoặc sau đầu, hít thở sâu và uốn cong người từ phía trước một cách chậm rãi cho tới khi đạt tới vị trí uốn cong sâu nhất có thể. Luôn giữ đầu và cổ thẳng hàng. Giữ tư thế này trong 1-2 giây. Thở ra một cách nhẹ nhàng và từ từ nâng người lên trở lại vị trí ban đầu.